# Spitalacker
Le Spitalacker est un stade de football situé dans la ville de Berne, en Suisse. Il constitue le domicile du FC Breitenrain.

## Histoire
De 1902 à 1925, le FC Young Boys en était le club résident. Durant cette époque, il fête ses cinq premiers titres de champion suisse, dont trois consécutifs en 1909, 1910 et 1911.
De 1918 à 1920, le terrain est toutefois réquisitionné par les autorités pour le transformer en champ de pommes de terre à cause de la Première Guerre mondiale,. Le FC Young Boys est par la suite rebaptisé BSC Young Boys et déménage dans le nouveau stade du Wankdorf en 1925.

## Rencontres internationales
En 1911 et 1922, le stade a également accueilli deux rencontres internationales de l'équipe de Suisse. Durant le deuxième, un certain Max Abegglen fait tellement forte impression, en inscrivant notamment trois buts, qu'il est porté en triomphe et applaudi par les joueurs des Pays-Bas à sa sortie du terrain.
| Match amical                            | Suisse   | 1 - 4   | Angleterre (amateure)                            | Spitalacker, Berne                           |                                              |
| 25 mai 1911 · Historique des rencontres | Wyss 70e | (0 - 4) | 5e Woodward · 7e Hoare · 25e Healey · 44e Sharpe | Spectateurs : 7 000 Arbitrage : Willi Langer | Spectateurs : 7 000 Arbitrage : Willi Langer |
| 25 mai 1911 · Historique des rencontres | Rapport  |         |                                                  | Spectateurs : 7 000 Arbitrage : Willi Langer | Spectateurs : 7 000 Arbitrage : Willi Langer |

| Match amical                                 | Suisse                                        | 5 - 0   | Pays-Bas | Spitalacker, Berne                          |                                             |
| 19 novembre 1922 · Historique des rencontres | Abegglen 10e 65e 87e · Pache 19e · Leiber 58e | (2 - 0) |          | Spectateurs : 12 000 Arbitrage : Hugo Meisl | Spectateurs : 12 000 Arbitrage : Hugo Meisl |
| 19 novembre 1922 · Historique des rencontres | Rapport                                       |         |          | Spectateurs : 12 000 Arbitrage : Hugo Meisl | Spectateurs : 12 000 Arbitrage : Hugo Meisl |